# Papa Was a Rollin’ Stone
«Papa Was a Rollin’ Stone» — песня группы Temptations. Вышла как сингл в 1972 году.
Написана была Норманом Уитфилдом и Барреттом Стронгом — авторами многих песен для лейбла Motown.
В 2004 году журнал Rolling Stone поместил песню «Papa Was a Rollin’ Stone» в исполнении группы Temptations на 168-е место своего списка «500 величайших песен всех времён». В списке 2011 года песня находится на 169-м месте.
А в 2014 году британский музыкальный журнал New Musical Express поместил «Papa Was a Rollin’ Stone» в исполнении Temptations на 310-е место уже своего списка «500 величайших песен всех времён».
Кроме того, песня «Papa Was a Rollin’ Stone» в исполнении Temptations вместе c ещё двумя песнями этой группы, — «Ain’t Too Proud to Beg» и «My Girl», — входит в составленный Залом славы рок-н-ролла список 500 Songs That Shaped Rock and Roll.
В 1999 году сингл группы Temptations «Papa Was a Rollin’ Stone» (вышедший в 1972 году на лейбле Motown) был принят в Зал славы премии «Грэмми».

## Чарты

### Оригинальная версия Temptations
| Чарт (1972—1973)                         | Наив. поз. |
| ---------------------------------------- | ---------- |
| Бельгия/Фландрия (Ultratop 50)           | 16         |
| Канада (RPM Top Singles)                 | 12         |
| Франция (SNEP)                           | 42         |
| Италия (FIMI)                            | 12         |
| Нидерланды (Dutch Top 40)                | 5          |
| Нидерланды (Single Top 100)              | 3          |
| Южная Африка                             | 6          |
| Великобритания (Official Charts Company) | 14         |
| США (Billboard Hot 100)                  | 1          |
| США (Billboard Hot R&B Singles)          | 5          |